# 로어바흐군

로어바흐군의 위치

로어바흐군(독일어: Bezirk Rohrbach)은 오스트리아 오버외스터라이히주에 위치한 군으로 행정 중심지는 로어바흐베르크이며 면적은 817.58km2, 인구는 57,272명(2023년 기준), 인구 밀도는 70명/km2이다. 동쪽으로는 우르파어움게붕군, 남쪽으로는 에페르딩군, 그리스키르헨군, 셰르딩군과 접하며 서쪽으로는 독일, 북쪽으로는 체코와 국경을 접한다.

## 하위 행정 구역
1개 도시, 15개 시장도시, 21개 일반 시를 관할한다.
- 도시
  - 로어바흐베르크(Rohrbach-Berg)
- 시장도시
  - 아이겐슐레글(Aigen-Schlägl
  - 알텐펠덴(Altenfelden)
  - 하슬라흐안데어뮐(Haslach an der Mühl)
  - 호프키르헨임뮐크라이스(Hofkirchen im Mühlkreis)
  - 콜러슐라크(Kollerschlag)
  - 렘바흐임뮐크라이스(Lembach im Mühlkreis)
  - 노이펠덴(Neufelden)
  - 니더발트키르헨(Niederwaldkirchen)
  - 오버카펠(Oberkappel)
  - 파일슈타인임뮐비어텔(Peilstein im Mühlviertel)
  - 푸츨라인스도르프(Putzleinsdorf)
  - 장크트마르틴임뮐크라이스(Sankt Martin im Mühlkreis)
  - 장크트페터암빔베르크(Sankt Peter am Wimberg)
  - 자를라인스바흐(Sarleinsbach)
  - 울리히스베르크(Ulrichsberg)
- 일반 시
  - 아피슬(Afiesl)
  - 아호른(Ahorn)
  - 아른라이트(Arnreit)
  - 아체스베르크(Atzesberg)
  - 아우베르크(Auberg)
  - 헬펜베르크(Helfenberg)
  - 회르비흐(Hörbich)
  - 율바흐(Julbach)
  - 키르히베르크오프안데어도나우(Kirchberg ob der Donau)
  - 클라퍼암호흐피흐트(Klaffer am Hochficht)
  - 클라인첼임뮐크라이스(Kleinzell im Mühlkreis)
  - 리흐테나우임뮐크라이스(Lichtenau im Mühlkreis)
  - 네벨베르크(Nebelberg)
  - 노이슈티프트임뮐크라이스(Neustift im Mühlkreis)
  - 니더카펠(Niederkappel)
  - 외핑(Oepping)
  - 파르키르헨임뮐크라이스(Pfarrkirchen im Mühlkreis)
  - 장크트요한암빔베르크(Sankt Johann am Wimberg)
  - 장크트오스발트바이하슬라흐(Sankt Oswald bei Haslach)
  - 장크트슈테판암발데(Sankt Stefan am Walde)
  - 장크트울리히임뮐크라이스(Sankt Ulrich im Mühlkreis)
  - 장크트파이트임뮐크라이스(Sankt Veit im Mühlkreis)
  - 슈바르첸베르크암뵈머발트(Schwarzenberg am Böhmerwald)